# Língua digo
Digo (Chidigo) é uma língua Banta falada principalmente ao longo da costa da África Oriental entre Mombasa e  Tanga pelo povo Digo do Quênia e da Tanzânia. A população étnica de Digo foi estimada em cerca de 360 mil (Mwalonya et al. 2004), a maioria dos quais presumivelmente fala a língua. Todos os falantes adultos de Digo são bilíngues em língua suaíle, a língua nativa mais falada na África Oriental. As duas línguas estão intimamente relacionadas, e o Digo também tem muito vocabulário emprestado dos dialetos Suaíles vizinhos.

## Classificação
A classificação e subclassificação de Digo fornece um bom exemplo da dificuldade que algumas vezes os linguistas enfrentam em diferenciar línguas e dialetos. A maioria dos especialistas contemporâneos segue Nurse e Hinnebusch (1993) ao classificar Digo como um dialeto da língua Mijikenda, uma das línguas constituintes do grupo  Sabaki do grupo das línguas bantas da costa nordeste. Os dialetos Mijikenda são de fato mutuamente inteligíveis, embora sejam convencionalmente tratados como idiomas separados. Digo é um membro do subgrupo sul de Mijikenda e está mais estreitamente relacionado às suas vizinhos, as línguas Duruma e Rabai. No entanto, é considerada pelos falantes como sendo suficientemente diferente de outros dialetos Mijikenda para merecer sua própria ortografia e literatura.

## Dialetos
Os falantes de Digo reconhecem, por sua vez, vários dialetos nomeados de sua línguas, os quais são:
- Chinondo (Digo norte), falado ao longo da costa sul do Quênia entre Likoni (sul de Mombasa) e Msambweni (Hinnebusch 1973);
- Ungu (ou Lungu, Digo sul), falado na faixa costeira ao sul de Msambweni e através da fronteira com o norte da Tanzânia (Hinnebusch 1973);
- Ts'imba, falado nas colinas Shimba do Quênia, entre Vuga no leste e Ng'onzini no oeste (Walsh 2006); e
- Tsw'aka (ou Chw'aka), falado na e ao redor da vila de mesmo nome na Península Shimoni Quênia (Möhlig 1992, Nurse & Walsh 1992).

Pensou-se que Tsw'aka fosse uma variedade local do dialeto vumba de suaíli, mas agora é considerado uma variedade de Digo no processo de mudança para Vumba. Dizem que alguns assimilados Segeju e Degere falam suas próprias variedades separadas de Digo, presumivelmente como consequência de mudança de idioma. (Nurse & Walsh 1992).

## Ortografia e literatura
Os falantes de Digo geralmente escrevem seu idioma usando um numa forma do alfabeto latino usado para o Suaíle, com combinações adicionais de letras representando alguns dos sons que são distintos do digo (por exemplo, ' ph 'para a consoante fricativa bilabial sonora  ou consoante aproximante). Isso foi desenvolvido ainda mais pelo Projeto Digo de Língua e Alfabetização de Tradução e Alfabetização da Bíblia (África Oriental). O projeto produziu materiais básicos de alfabetização  e publicou um Dicionário Digo-Inglês-Suaíli  usando a nova ortografia (Mwalonya et al. 2004), bem como uma descrição linguística em "A Grammar of Digo" (Nicolle 2013). O Novo Testamento de Digo foi concluído em 2007. Todos esses materiais são baseados no dialeto do norte de Digo falado no Quênia.
Cem provérbios de Digo foram coletados e publicados por Margaret Wambere Ireri, com traduções para suaíli, inglês e francês.

## Amostra de texto
- ^ipho mwandzo Mlungu waumba dzulu mlunguni na dunia.
- Dunia kala taina umbo rorosi wala chitu chochosi. Seemu kulu ya madzi kala ni jiza huphu. Nguvu za Roho wa Mlungu kala zi dzulu ya madzi.
- Halafu Mlungu achiamba, "Nakukale na mwanga" na mwanga uchiala. [3]

Translation
- 1. No princípio, Deus criou o céu e a terra.
- 2. E a terra era sem forma e vazia; e a escuridão estava sobre a face do abismo. E o Espírito de Deus se moveu sobre a face das águas.
- 3. E Deus disse: Haja luz; e houve luz. [4]